# 織田みずほ
織田 みずほ（おだ みずほ、1965年4月24日 - ）は、日本の男性小説家。神奈川県横浜市出身。青山学院大学文学部教育学科卒業。

## 経歴
2002年、「スチール」で第26回すばる文学賞受賞。

## 作品リスト
- 『スチール』（2003年1月10日、集英社、ISBN 9784087746280）
  - 初出:『すばる』2002年11月号